# Чемпионат СНГ по хоккею с шайбой (составы)
Составы команд, участвовавших в чемпионате СНГ по хоккею с шайбой 1991/1992.

### 1. «Динамо» Москва
Вратари: Андрей Трефилов (35 пропущенных шайб), Михаил Шталенков (45), Сергей Подпузько.

Защитники: Сергей Сорокин (7 голов + 11 передач, 34 минуты штрафы), Александр Юдин (7+7, 22), Дмитрий Юшкевич (6+7, 14), Дарюс Каспарайтис (2+10, 14), Александр Карповцев (4+2, 26), Олег Шаргородский (3+3, 10), Владимир Крамской (3+3, 24), Дмитрий Филимонов (3+2, 12), Сергей Баутин (1+3, 88), Дмитрий Фролов (0+4, 12), Евгений Грибко (→ «Динамо» Мн, перех.), Роман Золотов, Анатолий Федотов.

Нападающие: Алексей Жамнов (15+21, 28), Виталий Карамнов (13+19, 25), Игорь Королев (15+12, 16), Алексей Ковалев (16+9, 20), Александр Семак (10+13, 26), Александр Гальченюк (5+15, 27), Александр Андриевский (10+9, 20), Сергей Петренко (9+10, 10), Равиль Хайдаров (7+12, 26), Ян Каминский (9+7, 22), Равиль Якубов (14+1, 29), Игорь Дорофеев (4+10, 6), Алексей Яшин (7+5, 19), Игорь Бахмутов (4+4, 8), Валерий Черный (1+3, 6), Роман Ильин, Сергей Климович, Андрей Ломакин, Андрей Назаров.

Главный тренер: Владимир Юрзинов.

### 2. ЦСКА
Вратари: Максим Михайловский (52), Сергей Наумов (47), Николай Хабибулин.

Защитники: Сергей Зубов (4+7, 8), Игорь Кравчук (3+8, 6), Владимир Малахов (1+9, 12), Алексей Житник (2+7, 52), Игорь Малыхин (1+5, 20), Дмитрий Мотков (1+3, 59), Борис Миронов (2+1, 22), Артур Октябрев (1+2, 19), Евгений Наместников (1+1, 47).

Нападающие: Игорь Чибирев (21+17, 46), Сергей Востриков (22+11, 24), Андрей Коваленко (19+13, 32), Олег Петров (10+16, 8), Евгений Давыдов (13+12, 14), Вячеслав Буцаев (12+13, 26), Игорь Масленников (14+9, 18), Сергей Кривокрасов (10+8, 35), Денис Винокуров (12+2, 14), Вячеслав Козлов (6+5, 12), Андрей Васильев (7+2, 2), Сергей Брылин (1+6, 4), Дмитрий Старостенко (3+1, 12), Альберт Лещев (1+3, 10), Алексей Саломатин (1+2, 2), Дмитрий Горенко (0+1, 6), Олег Белов, Владимир Жашков, Геннадий Кожокин, Андрей Колесов, Павел Костичкин, Сергей Муравьёв, Александр Скопцов, Андрей Субботин (→ «Автомобилист»).

Главный тренер: Виктор Тихонов.

### «Спартак»
Вратари: Сергей Голошумов (71), Алексей Марьин (55), Алексей Грибакин, Олег Шевцов.

Защитники: Сергей Фокин (4+11, 16), Олег Мисенко (4+4, 18), Вячеслав Уваев (0+7, 12), Юрий Ящин (5+0, 16), Михаил Митькин (2+3, 6), Сергей Бутко (2+2, 16), Владимир Тюриков (1+2, 33), Илья Макаров (0+1, 0), Александр Терехов.

Нападающие: Николай Борщевский (25+14, 16), Игорь Болдин (8+25, 4), Виталий Прохоров (13+19, 68), Александр Барков (18+13, 24), Алексей Ткачук (18+10, 34), Герман Волгин (11+13, 20), Сергей Бушмелев (11+10, 22), Александр Селиванов (6+7, 16), Андрей Попугаев (7+4, 16), Георгий Евтюхин (1+10, 18), Дмитрий Шамолин (3+4, 2), Константин Коротков (4+1, 46), Андрей Виноградов, Михаил Иванов, Сергей Козлов, Владимир Уваров.

Главный тренер: Александр Якушев.

## 4. «Химик»
- вр Лаврецкий, Олег Николаевич
- вр Червяков, Алексей Алексеевич
- вр Шундров, Юрий Александрович
- защ Грачёв, Игорь Вадимович
- защ Ждан, Александр Николаевич
- защ Кобзев, Олег Анатольевич
- защ Микульчик, Олег Антонович
- защ Мирошников, Алексей Геннадьевич
- защ Монаенков, Игорь Александрович
- защ Селянин, Сергей Валентинович
- защ Смирнов, Александр Евгеньевич
- защ Стельнов, Игорь Анатольевич
- защ Сырцов, Николай Александрович
- защ Тарасов, Кирилл Фёдорович
- защ Уланов, Игорь Сергеевич
- защ Яковенко, Андрей Васильевич
- защ Яшкин, Алексей Михайлович
- нап Александров, Игорь Сергеевич
- нап Артюшенко, Сергей Васильевич
- нап Баженов, Игорь Юрьевич
- нап Башкиров, Андрей Валерьевич
- нап Бердичевский, Лев Сергеевич
- нап Березин, Сергей Евгеньевич
- нап Гаранин, Евгений Евгеньевич
- нап Дёмин, Иван Анатольевич
- нап Донсков, Александр Владимирович → «Вятич» → «Лада»
- нап Жинков, Александр Александрович
- нап Казаков, Александр Анатольевич
- нап Квартальнов, Андрей Вячеславович
- нап Латышев, Игорь Михайлович
- нап Мальгин, Альберт Александрович
- нап Оксюта, Роман Николаевич
- нап Поликаркин, Вячеслав Сергеевич
- нап Сантурян, Олег Валерьевич
- нап Сырцов, Александр Геннадьевич
- нап Титов, Герман Михайлович
- нап Торопченко, Леонид Александрович
- нап Трухно, Леонид Станиславович
- нап Чербаев, Александр Викторович
- Главный тренер: Владимир Васильев.

## 5. «Трактор»
- вр Емельянов, Михаил Германович
- вр Зуев, Андрей Александрович
- защ Гловацкий, Вадим Николаевич
- защ Гончар, Сергей Викторович
- защ Давыдов, Олег Анатольевич
- защ Исаков, Константин Александрович
- защ Копоть, Артём Юрьевич
- защ Никулин, Валерий Викторович
- защ Сапожников, Андрей Викторович
- защ Тертышный, Сергей Викторович
- защ Чикалин, Алексей Александрович
- защ Шварёв, Александр Викторович
- нап Астраханцев, Константин Вениаминович
- нап Бец, Максим Николаевич
- нап Варицкий, Игорь Константинович
- нап Гомоляко, Сергей Юрьевич
- нап Гусманов, Равиль Мидехатович
- нап Зиновьев, Евгений Александрович
- нап Зоркин, Владимир Николаевич
- нап Иванов, Сергей Иванович
- нап Карпов, Валерий Евгеньевич
- нап Кудинов, Андрей Викторович
- нап Лазарев, Павел Викторович
- нап Мальцев, Олег Анатольевич
- нап Пуртов, Сергей Валентинович
- нап Рябкин, Сергей Николаевич
- нап Селянин, Дмитрий Владимирович
- нап Федулов, Игорь Вячеславович
- нап Хрущёв, Сергей Николаевич
- нап Черкасов, Олег Васильевич
- нап Чистяков, Анатолий Николаевич
- Главный тренер: Валерий Белоусов.

## 6. «Торпедо» Нижний Новгород
- вр Ивашкин, Алексей Валерьевич
- вр Игнатенко, Алексей Юрьевич
- защ Галихманов, Вадим Рашидович
- защ Голышев, Николай Иванович
- защ Комаров, Павел Владимирович
- защ Куликов, Андрей Александрович
- защ Кунин, Сергей Николаевич
- защ Латин, Лев Николаевич
- защ Макаров, Сергей Викторович
- защ Наместников, Олег Юрьевич
- защ Пресняков, Михаил Михайлович
- защ Семёнов, Сергей
- защ Федосов, Владимир Иванович
- нап Белозерцев, Эдуард Петрович
- нап Бобарико, Евгений Викторович
- нап Брайцев, Сергей Борисович
- нап Варнаков, Михаил Павлович
- нап Водопьянов, Анатолий Николаевич
- нап Галкин, Андрей Алексеевич
- нап Горев, Роман Юрьевич
- нап Железнов, Андрей Александрович
- нап Иванов, Алексей Васильевич
- нап Киреев, Владимир Генрихович
- нап Кудимов, Евгений Васильевич
- нап Новосёлов, Сергей Александрович
- нап Панфиленков, Станислав Вячеславович
- нап Ротанов, Алексей Петрович
- нап Рьянов, Вячеслав Серафимович
- нап Торгаев, Павел Викторович
- нап Трошин, Александр Николаевич
- нап Ушаков, Алексей Геннадьевич
- нап Чырыч, Сергей Жоржович
- нап Шестериков, Сергей Владимирович
- нап Яшин, Олег Сергеевич
- Главный тренер: Валерий Шапошников.

## 7. «Крылья Советов»
- вр Браташ, Олег Владимирович
- вр Звягин, Сергей Евгеньевич
- вр Поляков, Алексей Геннадьевич
- вр Федотов, Андрей Владимирович
- защ Брезгунов, Вадим Анатольевич
- защ Ерофеев, Дмитрий Евгеньевич
- защ Иванов, Игорь Владимирович
- защ Кузнецов, Юрий Борисович
- защ Лысенко, Александр Вячеславович
- защ Миронов, Дмитрий Олегович
- защ Подрезов, Вадим Евгеньевич
- защ Скопинцев, Андрей Борисович
- защ Сташенков, Илья Владимирович
- защ Страхов, Юрий Николаевич
- защ Стулов, Дмитрий Георгиевич
- защ Фаткуллин, Александр Рафаилович
- защ Щедров, Николай Николаевич
- нап Бойков, Александр Рафаилович
- нап Борисков, Игорь Анатольевич
- нап Волков, Михаил Борисович
- нап Гордиюк, Виктор Иосифович
- нап Есмантович, Игорь Вячеславович
- нап Зеленчев, Игорь Владимирович
- нап Золотов, Сергей Владимирович
- нап Кадыков, Павел Борисович
- нап Кудашов, Алексей Николаевич
- нап Лебедев, Геннадий Юрьевич
- нап Макаров, Сергей Владимирович
- нап Одинцов, Сергей Анатольевич
- нап Потайчук, Андрей Александрович
- нап Савченков, Александр Александрович
- нап Степанов, Алексей Борисович
- нап Тепляков, Дмитрий Михайлович
- нап Терехов, Владимир Владимирович
- нап Томилин, Виталий Владимирович
- нап Хмылёв, Юрий Алексеевич
- Главный тренер: Игорь Дмитриев.

## 8. «Торпедо» Усть-Каменогорск
- вр Бородулин, Владимир Ильич
- вр Еремеев, Виталий Михайлович
- вр Набоков, Евгений Викторович
- вр Шимин, Александр Николаевич
- защ Антипин, Владимир Юрьевич
- защ Быстрянцев, Виктор Николаевич
- защ Еремеев, Павел Анатольевич
- защ Земляной, Игорь Степанович
- защ Коваленко, Олег Евгеньевич
- защ Медведев, Игорь Евгеньевич
- защ Насыров, Андрей Вильданович
- защ Никитин, Игорь Валерьевич
- защ Савенков, Андрей Владимирович
- защ Соколов, Андрей Павлович
- защ Трощинский, Алексей Борисович
- защ Федорченко, Виктор Ильич
- нап Антипов, Сергей Анатольевич
- нап Белкин, Сергей Владимирович
- нап Беляевский, Игорь Константинович
- нап Бородулин, Михаил Ильич
- нап Дорохин, Игорь Львович
- нап Каменцев, Павел Геннадьевич
- нап Каратаев, Юрий Иванович
- нап Комиссаров, Максим Андреевич
- нап Корешков, Александр Геннадьевич
- нап Кропинов, Владислав Анатольевич
- нап Кряжев, Олег Владимирович
- нап Лаврентьев, Сергей Николаевич
- нап Пчеляков, Андрей Владимирович
- нап Райский, Андрей Александрович
- нап Сагымбаев, Ерлан Ерлесович
- нап Соловьёв, Андрей Михайлович
- нап Сподаренко, Константин Григорьевич
- нап Фукс, Борис Фёдорович
- нап Цыба, Андрей Владимирович
- нап Шафранов, Константин Витальевич
- Главный тренер: Владимир Гольц.

## 9. «Лада»
- вр Болсуновский, Андрей Леонтьевич
- вр Дроздов, Сергей Игоревич
- защ Волков, Олег Николаевич
- защ Воронкин, Александр Викторович
- защ Зубов, Павел Владимирович
- защ Каменский, Александр Константинович
- защ Никитин, Игорь Борисович
- защ Рыжих, Игорь Юрьевич
- защ Сидоров, Валерий Николаевич
- защ Смирнов, Андрей Константинович
- защ Тарасов, Владимир Юрьевич
- защ Цыгуров, Денис Геннадьевич
- нап Безукладников, Вячеслав Юрьевич
- нап Белов, Валерий Геннадьевич
- нап Горбачёв, Эдуард Юрьевич ← «Торпедо» Яр
- нап Горюнов, Пётр Станиславович
- нап Донсков, Александр Владимирович ← «Вятич» ← «Химик»
- нап Емелин, Анатолий Анатольевич
- нап Жилинский, Игорь Валентинович
- нап Иванов, Александр Евгеньевич
- нап Игонченко, Алексей Николаевич
- нап Козлов, Виктор Николаевич
- нап Корешков, Евгений Геннадьевич
- нап Мариненко, Николай Николаевич
- нап Метлюк, Денис Юрьевич
- нап Моисеев, Сергей Рудольфович
- нап Мусакаев, Айдар Юнирович
- нап Поляков, Эдуард Леонидович
- нап Суханов, Николай Николаевич
- Главный тренер: Геннадий Цыгуров.

## 10. «Автомобилист»
- вр Сагитов, Андрей Михайлович
- вр Ширгазиев, Альберт Наилович
- защ Авдеев, Виктор Витальевич
- защ Алёхин, Дмитрий Борисович
- защ Априн, Андрей Николаевич
- защ Велижанин, Павел Григорьевич
- защ Каримов, Владимир Ренатович
- защ Коршунов, Андрей Николаевич
- защ Мишенин, Вячеслав Анатольевич
- защ Мусатов, Вадим Юрьевич
- защ Поротников, Олег Геннадьевич
- защ Солдатов, Валерий Николаевич
- нап Баландин, Андрей Иванович
- нап Гатаулин, Захар Галимович
- нап Ерёмин, Владимир Александрович
- нап Зайков, Олег Анатольевич
- нап Захаров, Игорь Валентинович
- нап Исмагилов, Андрей Альбертович
- нап Кузьмин, Андрей Викторович
- нап Кулаков, Сергей Фёдорович → «Лада» (перех.)
- нап Назаров, Дмитрий Викторович
- нап Пирожков, Дмитрий Владимирович
- нап Погодин, Алексей Николаевич
- нап Попов, Дмитрий Владимирович
- нап Субботин, Андрей Николаевич  ← ЦСКА
- нап Таран, Дмитрий Петрович
- нап Хритошин, Станислав Олегович
- нап Чирков, Андрей Анатольевич
- Главный тренер: Виктор Кузнецов.

## 11. «Торпедо» Ярославль
- вр Галкин, Игорь Витальевич
- вр Костюхин, Сергей Борисович
- вр Мыльников, Сергей Александрович
- защ Емелин, Андрей Николаевич
- защ Жуков, Андрей Борисович
- защ Ковальков, Михаил Павлович
- защ Красоткин, Дмитрий Иванович
- защ Лукичёв, Сергей Валерьевич
- защ Мартынов, Игорь Юрьевич
- защ Путилин, Алексей Александрович
- защ Соболев, Андрей Владимирович
- защ Усанов, Сергей Витальевич
- защ Шведов, Владислав Владимирович
- нап Агеев, Александр Николаевич
- нап Ардашев, Александр Аркадьевич
- нап Башкатов, Егор Вячеславович
- нап Быковский, Борис Анатольевич
- нап Горбачёв, Эдуард Юрьевич → «Лада»
- нап Горшков, Алексей Валентинович
- нап Затевахин, Дмитрий Юрьевич
- нап Зинин, Дмитрий Эдуардович
- нап Мартынюк, Сергей Станиславович
- нап Микешин, Михаил Владимирович
- нап Обухов, Аркадий Николаевич
- нап Перегудов, Константин Викторович
- нап Пинчугов, Андрей Валерьевич
- нап Самылин, Владимир Иванович
- нап Смирнов, Андрей Вениаминович
- нап Тарасенко, Андрей Владимирович
- нап Хамракулов, Владимир Владимирович
- нап Чинахов, Виталий Владимирович
- Главный тренер: Альберт Данилов.

## 12. «Авангард»
- вр Дмитриев, Александр Фролович
- вр Храмцов, Сергей Борисович
- защ Архипов, Виктор Владимирович
- защ Бурлуцкий, Олег Викторович
- защ Ветров, Александр Иванович
- защ Капуловский, Владимир Иванович
- защ Качесов, Олег Викторович
- защ Коробкин, Сергей Леонидович
- защ Панов, Юрий Александрович
- защ Пархоменко, Дмитрий Геннадьевич
- защ Сваровский, Игорь Николаевич
- защ Семин, Николай Васильевич
- защ Угольников, Олег Валерьевич
- нап Астахов, Эдуард Юрьевич
- нап Беляков, Виктор Николаевич
- нап Бердников, Сергей Павлович
- нап Ботвинко, Валерий Борисович
- нап Губарев, Сергей Иванович
- нап Деев, Алексей Евгеньевич
- нап Дякив, Игорь Степанович
- нап Елаков, Сергей Анатольевич
- нап Еловиков, Владимир Ильич
- нап Ефремов, Владимир Юрьевич
- нап Жеребцов, Сергей Валентинович
- нап Клемешов, Юрий Николаевич
- нап Корешков, Игорь Геннадьевич
- нап Нестеров, Александр Геннадьевич
- нап Селезов, Андрей Юрьевич
- нап Цуканов, Павел Дмитриевич
- Главный тренер: Леонид Киселёв.

## 13. «Итиль»
- вр Абрамов, Сергей Михайлович
- вр Бахуташвили, Константин
- защ Балмин, Дмитрий Анатольевич
- защ Гимаев, Ринат Фаритович
- защ Завьялов, Александр Васильевич
- защ Зубков, Андрей Фёдорович
- защ Кофтун, Олег Владимирович
- защ Макаров, Владислав Валентинович
- защ Пучков, Алексей Геннадьевич
- защ Рахин, Вячеслав Викторович
- защ Старостин, Владимир Юрьевич
- защ Якубов, Рафик Хабибуллович
- нап Баранов, Роман Геннадьевич
- нап Веселов, Глеб Анатольевич
- нап Гарифуллин, Алмаз Миннеханович
- нап Гизатуллин, Ильнур Альфридович
- нап Гимаев, Рашит Фаритович
- нап Гимаев, Ришат Гамирович
- нап Зуев, Алексей Геннадьевич
- нап Касьянов, Ринат Римович
- нап Кирилов, Андрей Николаевич
- нап Крашенинников, Игорь Валерьевич
- нап Львов, Анатолий Львович
- нап Макаров, Андрей Сергеевич
- нап Писарев, Андрей Константинович
- нап Рахматуллин, Ильдар Шамилевич
- нап Егамбердиев, Ахмат
- нап Чепрасов, Евгений Валерьевич
- нап Шайдуллин, Вадим Вакивович
- Главный тренер: Юрий Очнев.

## 14. ХК «Рига» / «Ригас Старс»
- вр Никитин, Вадим Михайлович
- вр Поляков, Сергей Алексеевич
- защ Григорьев, Константин
- защ Игнатьев, Виктор Юрьевич
- защ Купакс, Артур
- защ Мейнартс, Роландс
- защ Митченков, Айгарс
- защ Озолиньш, Сандис
- защ Роштокс, Агрис
- защ Сейейс, Нормундс
- защ Червяков, Денис Владимирович
- защ Чудинов, Сергей Кузьмич
- нап Акулинин, Игорь Иванович
- нап Болдавешко, Сергей → «Лада» (перех.)
- нап Витолиньш, Харийс
- нап Жолток, Сергей Иванович
- нап Знарок, Олег Валерьевич
- нап Керч, Александр Ярославович
- нап Опульскис, Юрис
- нап Павлов, Игорь Валентинович
- нап Пантелеев, Григорий Владимирович
- нап Разгалс, Айгарс Антонович
- нап Семёнов, Александр Владимирович
- нап Сенин, Сергей Викторович
- нап Тамбиев, Леонид Григорьевич
- нап Тепляков, Сергей Владимирович
- нап Томанис, Илмарс
- нап Фандуль, Вячеслав Викторович
- нап Ципрусс, Айгарс
- нап Чунчуков, Александр
- нап Юрьенко, Олег Леонидович
- Главный тренер: Эвалд Грабовский.[источник не указан 147 дней]

## 15. «Сокол»
- вр Бруль, Евгений Васильевич
- вр Михайлов, Юрий Владимирович
- вр Ткаченко, Сергей Николаевич
- защ Алексеев, Александр Александрович
- защ Бобровников, Василий Валентинович
- защ Гаркуша, Сергей Владимирович
- защ Гунько, Юрий Дмитриевич
- защ Кирик, Владимир Михайлович
- защ Лубнин, Сергей Николаевич
- защ Полковников, Олег Олегович
- защ Савицкий, Александр Валерьевич
- защ Савченко, Андрей Николаевич
- защ Тимченко, Вячеслав Николаевич
- нап Бурханов, Али Шамильевич
- нап Валиуллин, Эдуард Гусманович
- нап Василенко, Василий Евгеньевич
- нап Вологжанинов, Иван Юрьевич
- нап Кудерметов, Эдуард Дамирович
- нап Кузьминский, Александр Александрович
- нап Кулабухов, Вадим Викторович
- нап Млинченко, Евгений Александрович
- нап Найда, Анатолий Иванович
- нап Олецкий, Валентин Арнольдович
- нап Пидгурский, Дмитрий Иванович
- нап Савенко, Богдан Владимирович
- нап Свинцицкий, Иван Вячеславович
- нап Сидоров, Андрей Валентинович
- нап Синьков, Олег Владимирович
- нап Фадеев, Михаил Александрович
- нап Шахрайчук, Вадим Валерьевич
- Главный тренер: Александр Фадеев.

## 16. «Динамо» Минск
- вр Гаврилёнок, Александр Яковлевич
- вр Шумидуб, Александр Николаевич
- защ Алексеев, Александр Юрьевич
- защ Аскаров, Марат Рафкатович
- защ Гиро, Алексей Васильевич
- защ Дьяконов, Эдуард Александрович
- защ Копать, Владимир Николаевич
- защ Матушкин, Игорь Витальевич
- защ Романов, Олег Константинович
- защ Филин, Игорь Анатольевич
- защ Хмыль, Олег Владимирович
- защ Цыплаков, Александр Викторович
- нап Андриевский, Андрей Александрович
- нап Антоненко, Олег Владимирович
- нап Бекбулатов, Вадим Николаевич
- нап Бубенщиков, Игорь Николаевич
- нап Дмитриев, Андрей Викторович
- нап Занковец, Эдуард Константинович
- нап Карачун, Виктор Иосифович
- нап Ковалёв, Андрей Робертович
- нап Панков, Василий Николаевич
- нап Расолько, Андрей Евгеньевич
- нап Тарновский, Игорь
- нап Файков, Юрий Александрович
- нап Хаткевич, Сергей Викторович
- нап Цыплаков, Владимир Викторович
- нап Черчес, Вячеслав Борисович
- нап Шитковский, Сергей Сергеевич
- Главный тренер: Владимир Сафонов.